# Vidalia spadix
Vidalia spadix es una especie de insecto del género Vidalia de la familia Tephritidae del orden Diptera.

## Historia
Chen la describió científicamente por primera vez en el año 1948.